# Boaventura da Costa

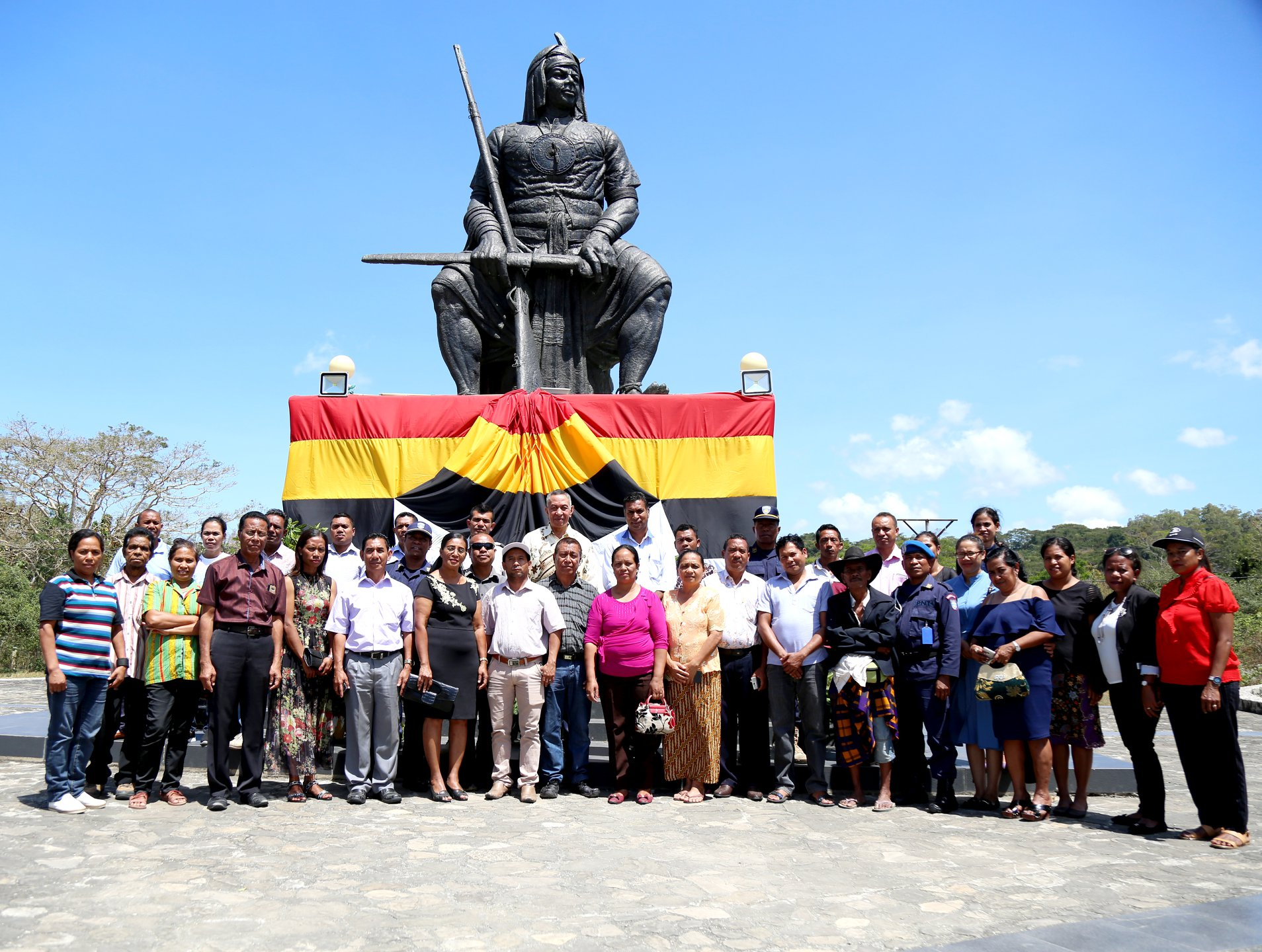
Estátua de D. Boaventura no Manufahi.

Boaventura da Costa (? — Ataúro?, Outubro de 1912), por vezes Boaventura da Costa Sottomayor, frequentemente apenas D. Boaventura, foi um liurai do reino de Manufahi que liderou uma violenta rebelião contra a administração colonial no Timor Português em 1911-1912, evento que ficou conhecido como a Revolta do Manufahi. Capturado e deposto a 26 de Outubro de 1912, terá sido deportado para a ilha de Ataúro, onde terá morrido pouco depois, desconhecendo-se o local do enterramento.